# 2022年-2023年ロシア・欧州連合ガス紛争

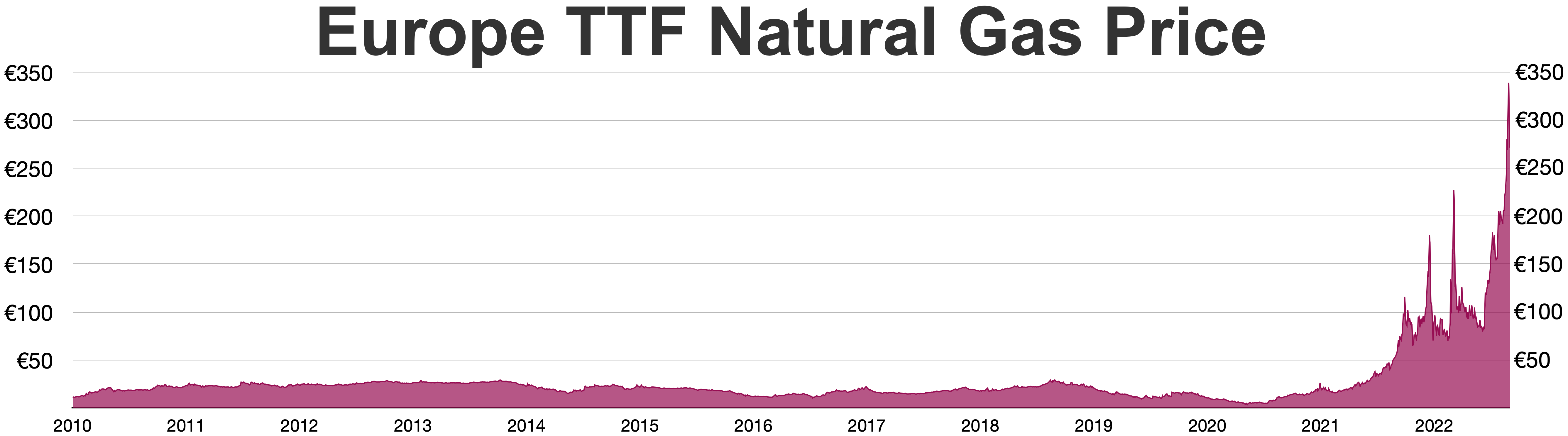
欧州のTTF天然ガス

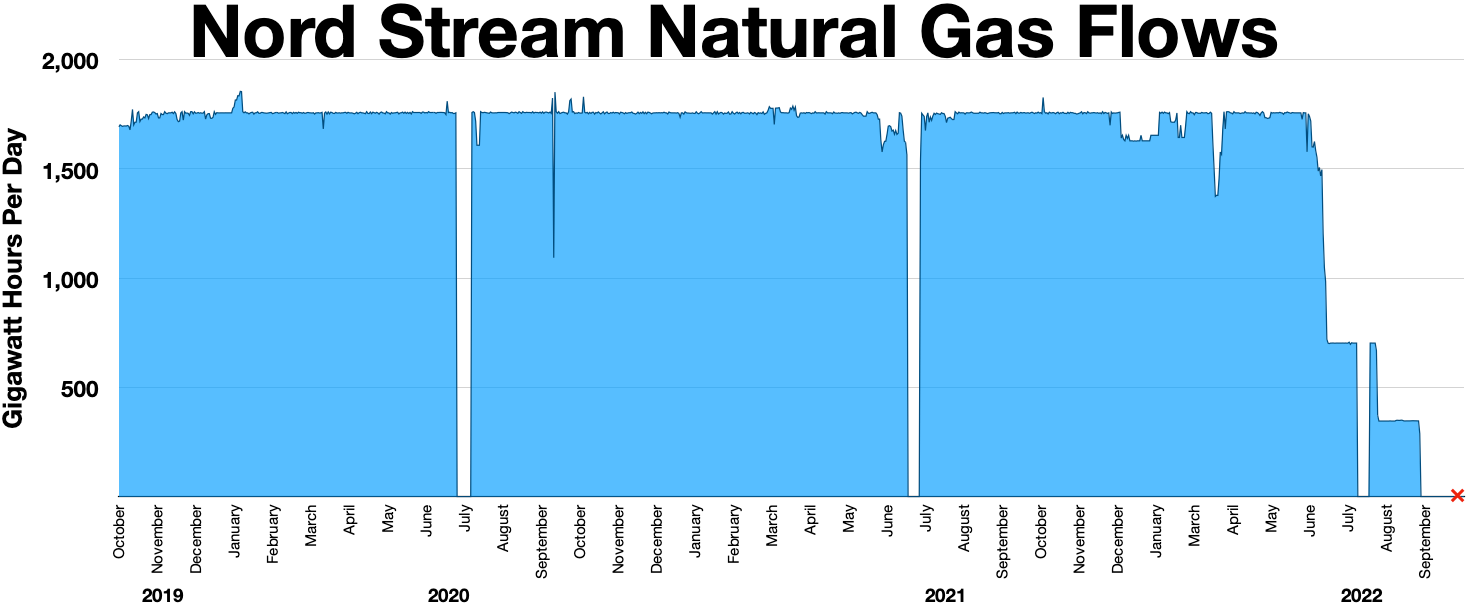
ノルドストリームのガスの供給
ロシアは制裁のためカナダ政府から差し押さえられた部品を入手できないことを理由に、6月に天然ガスの供給量を半分以上削減した
ロシアは7月11日に年次保守のため10日間ガスの供給を停止し、7月21日にガス供給を再開した
ロシアは9月2日にメンテナンスのため3日間ガスの供給を停止したが、それ以来供給を再開できていない

ロシア・EUガス紛争は、2022年2月24日のウクライナ侵攻後の2022年3月に再燃した。2022年のロシアのウクライナ侵攻を受けて拡大された対ロシア制裁のさなか、ロシアとEU主要国は、ロシアのガスプロムが欧州にパイプラインで輸送している天然ガスの支払い問題をめぐり衝突した。ガスプロムは6月、ロシア企業がカナダからタービン部品を受け取ることを妨げる制裁の結果、ドイツへのガス供給量を半分以上削減することを余儀なくされたと主張した。2022年9月26日、ガスパイプライン「ノルドストリーム1」と「ノルドストリーム2」の4本のパイプのうち3本が爆発し、破壊工作の証拠が残されていた。この爆発により、記録的な11万5,000トンのメタン（または1,500万トンの二酸化炭素に相当）が放出され、地球温暖化の一因となったと考えられている。
2023年8月時点で、ガス価格は2022年のピーク時の数分の一まで下落した。パイプライン経由のロシア産ガスは（受取人がルーブルで支払うことを条件として）引き続きウクライナ経由とトルコストリーム・パイプライン経由で少量供給されているが、EUは 必要に応じて代替ガス源を見つけ、エネルギー源としてロシアに依存しなくなった。 ガスプロムに対して多額の請求が行われており、仲裁訴訟が係争中である。

## 背景

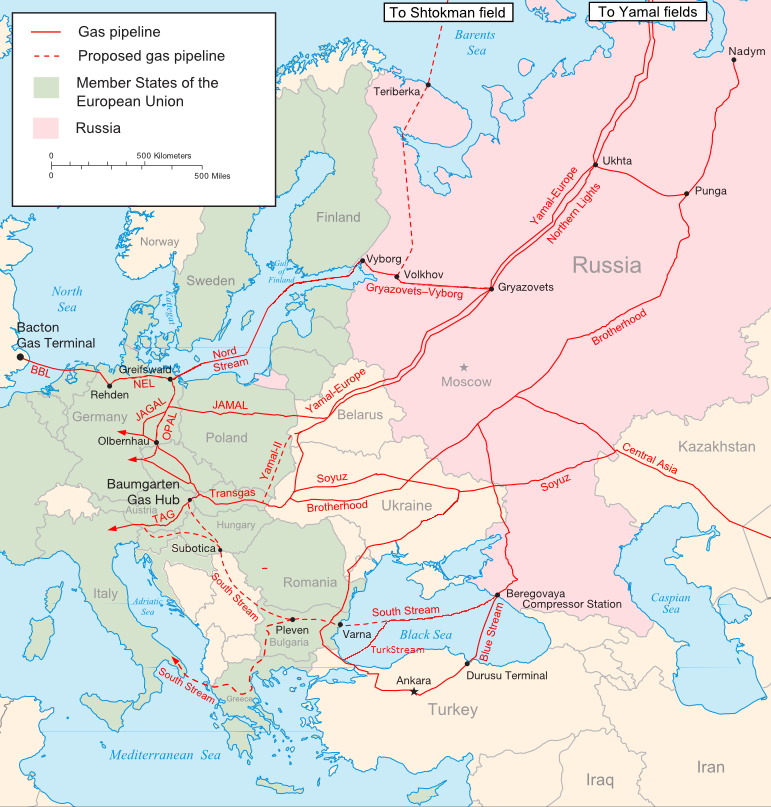
ロシアから欧州への主要な天然ガスパイプライン

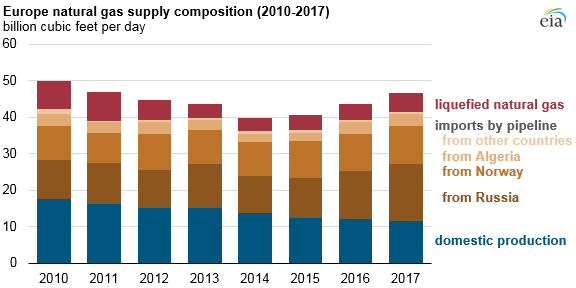
欧州の天然ガスの供給源（2010～2017年）。ロシア (ダークブラウン) は、2017年のEU の天然ガス総消費量の35%の供給元だった

2020年に欧州は5120億立方メートルの天然ガスを消費しており、その36%（つまり、1850億立方メートル）はロシアから供給されていた。2022年初頭、2021年に欧州とロシアの間で23本のパイプラインが開通しており、ロシアはEUの天然ガス輸入量の45%を供給し、一日あたり9億ドルを稼いでいた。
2022年のロシアのウクライナ侵攻を受けて、アメリカ合衆国、欧州連合、その他の国は、ガスプロムバンクを含む「選ばれたロシアの銀行」をSWIFTから遮断するための制裁の導入または大幅な拡大に踏み切った。西側諸国内で保管されていたロシア連邦中央銀行の資産は凍結され、ロシア中央銀行は海外に保管していた4000億ドル以上の外貨準備へのアクセスを阻止された。
EUは人道支援および軍事支援を行うウクライナの主要な支援者となった。ロシアはEUがウクライナから手を引くことを望んでおり、供給を遮断すると脅してガスを武器として使用することに決めた。
2022年3月、欧州委員会と国際エネルギー機関は、ロシアのエネルギーへの依存を減らし、ロシア産ガスの輸入を一年以内に3分の2削減し、2030年までに完全に削減するという共同計画を提示した。
2022年4月、欧州委員会のウルズラ・フォン・デア・ライエン委員長は、「欧州におけるロシアの化石燃料の時代は終わりを迎える」と述べた。2022年5月18日、欧州連合は、ロシアの石油、天然ガス、石炭への依存を2027年までに終わらせる計画を発表した。

## ルーブルでの支払い要求（2022年3月）

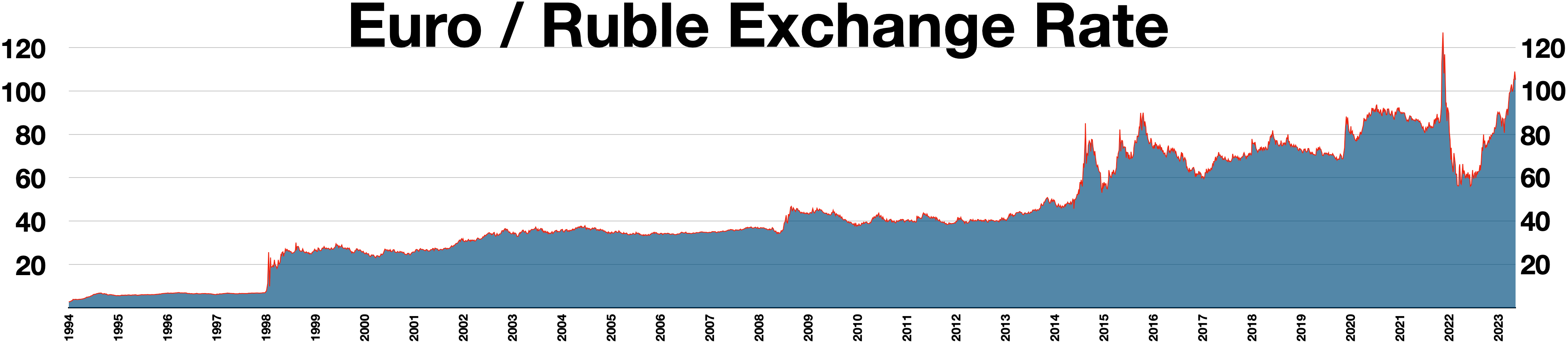
ユーロ/ルーブル交換レート

2022年3月23日、ロシアのウラジーミル・プーチン大統領は、「非友好国」（米国やEU加盟国、英国などが指定されている）に対し、天然ガスの支払いをルーブル建てで行うよう要求した。3月28日、プーチンはロシア連邦中央銀行、政府、ガスプロムに対し、これら「非友好国」からのガス支払いをルーブルで行う提案を3月31日までに提出するよう命じた。プーチン大統領の動きは、欧州企業にロシア通貨の直接下支えを強制するとともに、制裁によって金融市場からほぼ切り離されていたロシア中央銀行を世界の金融システムに復帰させ、実質的に制裁を回避することを目的としていると解釈されている。2022年4月末、ロシアのセルゲイ・ラブロフ外務大臣は、「西側の『友人』たち」によって事実上「盗まれた」ガスプロムの資金3000億ドルは、実際には彼らがロシアのガス代として支払った資金であり、つまり彼らは何年もの間ロシアのガスを無料で消費していたことを意味すると述べ、そのため、新しい支払いシステムは「これらの国々が関与した厚かましい窃盗の継続」を阻止するように設計されていると主張した。
3月28日、ドイツ連邦経済エネルギー大臣のロベルト・ハーベックは、プーチン大統領のガス代金のルーブル払いの要求をG7諸国が拒否したと発表した。同日、ロシア大統領報道官のドミトリー・ペスコフは、ロシアは「無償でガスを供給しない」と述べた。
3月29日、ドイツのマルノウ地点にあるヤマル・ヨーロッパ・パイプラインを通る物理的なガス流量がゼロになったと報告された。ドイツ経済・気候省は3月30日、「ガスに関する緊急計画」のレベル1である「早期警戒」を初めて発令した。ハーベックは「早期警戒宣言により、（経済省、連邦ネットワーク庁、ネットワーク事業者などから成る）危機管理グループが招集された」と明らかにし、ドイツ国民に対し、同国のロシア依存を終わらせる方法として自発的にエネルギー消費を削減するよう訴えた。オーストリア政府も同様の措置を講じた。 一方、ガスプロムはウクライナ経由で欧州へのガス供給を継続していると発表した。ロシアのガスもポーランドを経由してパイプラインを通って西に流れ始めた。 ロシアのタス通信は、プーチン大統領がドイツのオラフ・ショルツ首相との電話で「ガス料金の支払いをルーブル払いに切り替える決定を伝えた」と報じた。オラフ・ショルツ首相の事務所によると、ウラジーミル・プーチン大統領はドイツ首相に対し、欧州企業はユーロまたはドルでの支払いを継続できると語った。

### 大統領令第172号
3月31日、ウラジーミル・プーチン大統領は、4月1日からロシアの非友好国リスト掲載国からのロシアのパイプラインガスの購入者に対し、ロシアのガスプロムバンク（ガスプロムの子会社）が運営する施設を通じてロシア産ガスの代金を支払うことを義務付ける大統領令第172号に署名した。ガス料金を支払うために、「非友好国」の購入企業はガスプロムバンクに2つの口座を開設し、以前に支払いに使用した外貨をそのうちの1つに送金する必要があり、その後、ガスプロムバンクはその外貨をモスクワ証券取引所でルーブルと引き換えに売却し、2番目の（外国の購入者が所有する）ルーブル建て口座に入金する （この通貨換算はロシアで行われる）。その後、ガスプロムバンクは、このルーブルの支払いをガスプロム PJSC （ロシア連邦およびヨーロッパ諸国でガス パイプライン システムの運営、ガスの生産と探査、高圧ガスの輸送を行う会社）に送金し、その時点で購入者は（ロシアの法律に基づいて）法的に支払い義務を履行したとみなされる。したがって、ガス購入者は、契約で規定されている通貨を含む（ルーブル以外）の外貨を送金することで支払いを行うことができ、ほとんどの場合、米ドルとユーロだった。それにもかかわらず、大統領令第172号によって導入された義務的な新しい支払いメカニズムは、多くのメディアによって口語的に「ルーブルでの支払い要求」と呼ばれている。
天然ガス契約には、ガスプロムへの支払いに使用される通貨（そのうちの97％は米ドルまたはユーロ）と、支払いが入金される口座（ガスプロムが保有する、西側の金融機関の口座）が規定されていた。これらの口座は国際的な制裁によって凍結されており、これらの口座に入金された支払いも即座に凍結される一方、（ロシアにある）ガスプロムバンクの口座に入金された支払いについてはガスプロムが入手できることで、国際的な制裁を回避することになる。
4月1日以降の最初の支払いは4月末近くと5月に予定されていた。プーチン大統領は、新たな支払いメカニズムの使用を拒否する国は契約違反となり、「相応の影響」に直面するだろうと述べ、「支払いが行われない場合、既存の契約は停止される」と警告した。
2022年4月29日、ドイツ連邦経済エネルギー省は、欧州のエネルギー企業は、ユーロまたはドルを送金することで契約上の義務を果たしている場合、制裁に違反することなく、（ロシア政府が要求している）ロシアのガス代金を支払うためにガスプロムバンクに特別口座（K口座）を開設できると発表した。政府関係者は、問題の銀行が制裁リストに載っていない限り、どの国でK口座が開設されるかは関係ないと述べた。

## ガス供給の中断（2022年4月～現在）
2022年4月26日、ガスプロムは、両国がガスプロムへのルーブルでの支払いを怠ったため、翌日からヤマル・ヨーロッパ・パイプライン経由のポーランドとブルガリアへの天然ガス輸送を停止すると発表した。ポーランドは、同国の天然ガス貯蔵施設は約75％が埋まっている（40～180日分の供給を確保）と指摘し、ポーランドの家庭でガスが不足することはないだろうと述べた（更に、2022年5月にはポーランド・リトアニア間のパイプライン、同年10月にポーランドとノルウェー間の天然ガスパイプライン「バルチック・パイプ」が開通する予定）。ポーランドはまた、同国最北西部のシフィノウィシチェ市にあるシフィノウィシチェLNG基地経由でガスを輸入する可能性がある。その一方で、ブルガリアはほぼ完全にロシアのガスに依存していた。
翌日、ガスプロムは「ルーブルでの支払いがないため」ポーランドのPGNiGとブルガリアのブルガルガズへの「ガス供給を完全に停止」したと発表した。 ブルガリア、ポーランド、欧州連合は停止を非難した。停止の発表により天然ガス価格は急騰し、モスクワ取引ではロシアルーブルが対ユーロで2年ぶりの高値に達した。
2022年5月11日、ウクライナのガス輸送システム運営会社、GTSOUは、同国の主要中継地点（ソフラニフカ）を経由するロシア産ガスの欧州向け輸送を停止すると発表した。停止されるのは、ウクライナ経由で欧州に向かうロシア産ガスの約3分の1にあたるという。2月24日にロシアがウクライナ侵攻を開始して以来、ウクライナを通る天然ガスの輸送が遮断されたのは初めてとなる。ウクライナ政府は、親ロシア派戦闘員から地域の支配権を取り戻さない限り、このパイプラインを再開しないと述べた。ロシアは同日、欧州諸国が国有化したガスプロムの欧州子会社にも制裁を発動した。
2022年5月20日、ガスプロムは、フィンランドの国営ガス卸売業者がルーブルでの支払い（つまり、大統領令第172号の順守）を拒否したため、翌朝、同国への天然ガス供給を停止するとフィンランドに通知したと発表した。 天然ガスはフィンランドの年間総エネルギー消費量の 5%を占めており、その大部分はロシアから供給されている。
2022年6月14日、ガスプロムは、シーメンスが修理のためにカナダに送ったコンプレッサーユニットを同社が期限内に返却しなかったため、ノルドストリーム1パイプラインを経由するガスの供給を削減すると発表した。この説明にはドイツのエネルギー規制当局が異議を唱えた。
2022年6月16日、ガスプロムがドイツへのノルドストリーム1のガス供給をパイプライン容量の40％に削減したことを受け、欧州の天然ガス基準価格は約30％上昇した。 ロシアは、修復の問題によりパイプラインの使用が完全に停止される可能性があると警告した。
2022年7月11日、ノルド ストリーム1は年次定期メンテナンスのために停止されたが、通常の修理期間後も停止したままった。カナダ政府は、同国で修繕を終えたロシアとドイツを結ぶガスパイプライン「ノルドストリーム１」のタービンを、ドイツに返却すると発表した。時限的に対ロシア制裁の適用除外とし、欧州がロシア産ガス依存から脱却するまでエネルギーを安定調達できるよう支援すると表明した。
2022年9月26日、ロシアとドイツを結ぶパイプライン「ノルドストリーム1」の両方のパイプと、「ノルドストリーム2」の2本のパイプのうちの1本がバルト海で破裂した。ノルドストリーム1は輸送容量を大幅に減らして操業し、その後数週間閉鎖され、ノルドストリーム2は操業していなかったが、どちら（のパイプ内）にも依然としてガスが残っていた。2022年10月7日の時点で、スウェーデンの捜査当局は破壊工作を示す証拠があると述べた。
2023年10月、ブルガリア政府は、化石燃料の販売によるロシアの収入を減らし、ロシア産ガスの購入者を思いとどまらせることを目的として、（同国を通過する）ロシアのガスに対する新たな通過料金を設定した。2023年11月、ブルガリア憲法裁判所にこれらの料金に関して異議を申し立てられ、料金はエンドユーザーではなくガスプロムが支払うものであるにもかかわらず、ロシア産ガスの輸入を制限するというEUの決定に難色を示している二つの地域大国のセルビアとハンガリーも反対している。

## 影響の分析
欧州の政策立案者が2022年3月にロシアの化石燃料の輸入を他の化石燃料の輸入と欧州の石炭エネルギー生産に置き換えることを決定したこと、 またロシアが「クリーンエネルギー技術」に使用される材料の「主要供給国」であることも理由に、戦争への反応が気候変動への排出経路に全体的に悪影響を与えると2022年3月に予測された。
しかし、ドイツの3つの科学アカデミーからの2022年7月の報告書は、ロシアの天然ガス輸入が今後数か月以内に停止した場合、2021年と同様の冬のピーク時にヨーロッパの天然ガス需要の約25％が満たされなくなると指摘した。 – さらに、その不足はパイプラインの容量や液化天然ガス（LNG）基地などの輸送インフラの不足によるものであり、欧州全体で天然ガス消費量が20％減少し、同時にインフラが拡張されれば、この供給ギャップは2025年までに解消される可能性があるとしている。
2022年7月に発表された、プリンストン大学のゼロラボのGenXフレームワークに基づく完全に公開された研究では、石炭の大量使用から再生可能エネルギー導入の加速まで、彼らが調査した3つの核となるシナリオの下では、ロシアのガスへの依存は2022年10月までに終わる可能性があると結論づけた。3つのケースはすべて、通常の事業と比較して温室効果ガス排出量の減少につながる:7
2022年、トルコのレジェップ・タイイップ・エルドアン大統領とロシアのウラジーミル・プーチン大統領は、トルコをヨーロッパ全土のエネルギーハブにする計画を立てた。 黒海地域を専門とするシニアエネルギージャーナリストのアウラ・サバドゥシュによると、「トルコは、ロシア、イラン、アゼルバイジャン、（液化天然ガス）、そして自国の黒海ガスなど、さまざまな生産者からのガスを蓄積し、それをごまかし、トルコ産とラベルを付け直すだろう。欧州のバイヤーはガスの起源を知らないだろう」。

## 代替供給
2022年5月、小規模天然ガス輸出国ペルーでは、2022年最初の5か月間でヨーロッパ、特にスペインと英国への液化天然ガス（LNG）の輸出が2021年の同時期と比較して74%増加した。2022年9月現在、ノルウェーはEUにガスを供給する非EU国家としてはロシアに次いで2番目の規模であるが、パイプライン網の構造的（最大）容量によって制約を受けている。2022年9月26日に部分的に運用が始まったバルチック・パイプの開通以前は、ノルウェーはロシアによる供給中断を補うために、欧州への天然ガスの輸送量を最大50億立方メートル増やすことしかできず、2021年のロシアのEUへの天然ガス供給量1,550億立方メートルとは程遠かった。
2022年5月20日、ドイツ政府は世界有数のLNG輸出国、カタールのタミム首長のドイツ訪問に合わせ、LNGの輸入を含めたエネルギー関係の協力を強化する文書を交わしたと発表した。カタールは2024年にドイツへのLNG供給を開始する予定。
2021年時点での世界のLNGタンカー船隊の総運用能力は約1,030億立方メートルで、2022年のガス紛争前にはすでにフル稼働で運用されていた。英国とEUは年間約5,500億立方メートルのガスを消費し、英国には再ガス化用のLNG基地が3つ存在するが、EUの多くの地域ではニーズを満たすにはタンカーが不足している。2022年後半には、冬が近づき暖房需要が高まるにつれてLNG貨物の価格が上昇すると予想されていることから、LNG基地の受け入れ枠を超えるタンカーが集まった。
2023年にはEUが輸入するロシア産LNGの96％がオランダ、ベルギー、フランス、スペインに向かった。オランダは輸入量が非常に少なく、急速に段階的に廃止しつつあり、スペインはLNG契約を更新しないことを決定した。フランスとベルギーはトータルエナジー社のヤマルLNGプロジェクトに関心を示しているが、購入を増やすか減らすかについては明らかにしていない。
2022年6月15日、イスラエルとエジプトは欧州への天然ガス輸出拡大に向けた覚書を欧州連合と締結した。
2022年6月20日、オランダのロブ・ジェッテン気候・エネルギー大臣は、ロシアによる同国への天然ガス輸出拒否への対応として、オランダは少なくとも2024年までは石炭火力発電所の運転に関するすべての制限を撤廃すると発表した。以前は操業は総生産量の3分の1未満に制限されていた。
2023年1月、ブルガリアは大量のトルコのガスの輸入を認める協定をトルコと締結した。 欧州委員会は、この協定から輸入されるガスの多くがロシア産である可能性があるため、この協定に対して深刻な懸念を表明した。ブルガリアは、広範な南東ヨーロッパ地域にも大量のガスを再輸出している。ブルガリアは、トルコとの合意により、ブルガリアは公開市場でLNGを購入し、液化ガスをトルコに引き渡し、気体状態に戻してパイプライン経由でブルガリアに圧送することが可能になるとしている。この協定は、LNG基地の使用と、それらの基地からブルガリアへのガスの輸送に関するものである。
2023年までに、EUのLNG輸入能力は年間1,570億立方メートルとなり、2022年の利用量を超えた。一部のターミナルは2023年に予約がいっぱいであったが、他のターミナルはさらなる輸入のための空き時間枠があった。

## 価格上限の設定
欧州連合加盟国が2022年19日に開催したエネルギー相会合で、天然ガスの価格上限の設定を1メガワット時（MWh）あたり180ユーロとすることで合意した。
価格高騰に歯止めをかけ、企業や家計に安心感をもたらす狙いがある。

## 2023年7月時点の状況

### ロシアからのガスパイプラインルート
2023年7月現在、ロシアとヨーロッパを結ぶ主要なパイプライン5本のうち2本のみがまだ稼働している:
- ノルド・ストリーム1（2022年9月に停止）– 爆発により両方のパイプが損傷
- ノルド・ストリーム2（未使用）– 1つのパイプが爆発により損傷 – 1つは理論上使用可能
- ヤマル（ベラルーシとポーランド経由、2022年5月に停止）- ポーランドはパイプラインの再開を望んでいない
- ウクライナの輸送 – 1つのルート（年間約130億立方メートル）は運用されているが、もう1つのルートは戦闘地域内にあるため閉鎖されている。契約は2024年末まで続き、その後ウクライナはロシア産ガスの供給を停止すると発表した。ガスはウクライナからスロバキア（65億立方メートル）、オーストリア（60億立方メートル）、ハンガリー（10億立方メートル）に輸送される。
- トルコストリーム（欧州向けの1本（年間輸送量157億5000万立方メートル）[91]） – セルビア（22億立方メートル）、ハンガリー（35億立方メートル）、ボスニア（4億立方メートル）、北マケドニア（4億立方メートル）、ギリシャ（30億立方メートル）に輸送される。

2021年にヨーロッパにパイプラインで供給されたロシア産ガスは1,550億立方メートルであったが、2022年には約620億立方メートルに減少し、2023年には280億立方メートルにまで落ち込んだ。

### 契約上の立場
すべてのEU諸国のガス会社はガスプロムと一定量のガスを一定期間供給する契約を結んでいたが、ほとんどが履行されていない。 2023年7月のポジションは、次の3つのカテゴリーに分類される契約である:
- 終了 – 年間約300億立方メートルが終了– 契約期間の終了に達したもの、または正式に終了したもの
  - ポーランド（102億立方メートル、2022年末に期限切れ）- ポーランドがルーブルでの支払いを拒否したため2022年4月に供給停止
  - ブルガリア（29億6000万立方メートル、2022年末に期限切れ）- ブルガリアがルーブルでの支払いを拒否したため2022年5月に供給停止
  - フィンランド（30億立方メートル）- ルーブルでの支払いを拒否したため2022年5月に供給が停止された。2022年5月17日、フィンランドの天然ガス・LNG供給会社のガスムは、ロシアのガスプロムの一部門とのルーブル支払いを巡る紛争を仲裁手続きに持ち込むと発表し[92]、同年11月16日、ガスム社は、仲裁裁判所がガスプロムにルーブルで支払う必要はないとの判決を下したと発表した[93]。
  - チェコ共和国とスロベニアは2022年末に失効したが、ノルド・ストリームの運用停止を受けて供給不足に見舞われた。チェコのガス会社ČEZグループは4,500万ドルの損害賠償を求めてICCの仲裁に持ち込んだ[94]。
- 法的審査中 – 年間約730億立方メートル（2030年から2035年までの契約）、ガスプロムからの供給が不足しているか、供給が停止されている
  - ドイツ（350億立方メートル）- ノルドストリームまたはルーブルでの支払い拒否により供給が停止された。多くの企業が仲裁を求めており、ウニパーはガスプロムに対し116億ユーロの賠償を請求している[95]。
  - イタリア（220億立方メートル）- ルーブルで支払う用意があったにもかかわらず、契約分の約15％しか供給されなかった。
  - フランス（135億立方メートル）- ノルドストリームの停止により供給量が減少し、2023年2月にエンジーはガス供給不足を巡りガスプロムに対して仲裁訴訟を起こした[96]。
  - デンマーク（19億立方メートル）- オーステッドはルーブルでの支払いを拒否したため、2022年7月に供給を停止された。
- アクティブ – 年間250億立方メートル、10件の契約で通常、若干の中断を伴いながら契約量分のガスが供給されている
  - ウクライナ経由、輸送契約が終了する2024年12月に終了する可能性あり↵
    - オーストリア、60億立方メートル（2040年まで契約）、OMVがルーブルで支払う
    - スロバキア、65億立方メートル（2028年まで契約）、ルーブルで支払い
    - ハンガリー、10億立方メートル、国家供給の一部

  - ブルガリアを通るトルコストリーム経由、2023年後半にブルガリアは、同国領土を通過する天然ガスに対して、MWhあたり20レフ (10.22ユーロ) の物品税を導入する法律を制定した[97]。
    - ハンガリー、35億立方メートル（2022年8月の21億立方メートルの追加契約により増加）
    - セルビア、22億立方メートル（2026年まで契約）
    - クロアチア、11億立方メートル（2027年まで契約）
    - 北マケドニア、4.3億立方メートル（2027年まで契約）
    - ボスニア、4億立方メートル（1年契約）
    - ギリシャ、30億立方メートル（異なる契約日、一部はLNG）

## 紛争の全体的な影響
この紛争は2022年2月のロシアのウクライナ侵攻が原因で生じ、ロシアはEUをウクライナから遠ざけ、ロシアに課されている制裁を軽減させるための影響力として、EUのロシア産ガスへの依存を利用している。
欧州のガス価格が2022年に1MWhあたり200ユーロを超えたが、2023年8月までに約30ユーロに下がり、EUのガス貯蔵がほぼ満杯になったことを考慮すると、EUのこの紛争への対応の効果は明らかであり、一部の企業は戦争で荒廃したウクライナでガスを貯蔵し始めた。
2022年に大半のEU加盟国が自発的に、あるいはロシアが供給を停止したことで強制的にパイプライン経由のロシア産ガスの使用から離脱したことは、ロシアが政治的影響力と巨額の税収及び企業利益の両方を失い、EUとロシアの双方に長期的な影響を及ぼすだろう。ロシアがEUの将来のエネルギー政策に食い込む可能性は低い。
EUは2022年に新たな供給者を見つけたが、当初は価格が高く、インフレ高などのコストがかかったが、2023年までに世界のガス価格は許容可能な水準まで下がり、EUは化石燃料への依存を減らすことを決定し、再生可能エネルギー源への大きな後押しとなった。

## 注記
1. ↑  1 billion立方メートル (35 billion立方フィート) equals
1 bcm.